# Zbigniew Benedyktowicz
Zbigniew Benedyktowicz – antropolog kultury. 

## Życiorys
Ukończył II Liceum Ogólnokształcące im. Stefana Batorego w Warszawie (matura 1968), następnie studiował w Katedrze Etnografii na Wydziale Historycznym Uniwersytetu Warszawskiego, w 1973 roku uzyskał magisterium, w latach 1973–1977 odbył studia doktoranckie. W 1986 roku uzyskał stopień doktora nauk humanistycznych w dziedzinie nauk o sztuce na Wydziale Historycznym Uniwersytetu Warszawskiego za rozprawę Kategoria „swój-obcy w kulturze ludowej a niektóre problemy identyfikacji etnicznej i kulturowej”, której promotorem była prof. dr hab. Zofia Sokolewicz. W 2017 roku uzyskał stopień doktora habilitowanego na podstawie książki Elementarz tożsamości. Antropologia współczesności – antropologia kontekstowa, będącej antologią tekstów publikowanych w latach 1980–2016 głównie w kwartalniku „Konteksty. Polska Sztuka Ludowa”.
W latach 1977–1979 był asystentem prof. dr hab. Andrzeja Sicińskiego w Zakładzie Badań nad Stylami Życia, Instytut Filozofii i Socjologii PAN. Od 1980 roku pracownik naukowy Instytutu Sztuki PAN w Warszawie. W latach 1991–2011 kierował Zakładem Antropologii Kultury, Filmu i Sztuki Audiowizualnej IS PAN w Warszawie, obecnie pracuje w Zakładzie Filmoznawstwa, Sztuk Audiowizualnych i Antropologii Kultury IS PAN w Warszawie.
Wykładał i pracował naukowo w Instytucie Etnologii i Antropologii Kulturowej Uniwersytetu Warszawskiego (1973–2015), wykładał i prowadził zajęcia z antropologii kultury na Uniwersytecie Jagiellońskim (1981–1996), w Collegium Civitas, Studium Podyplomowym IBL – „Wiedza o kulturze”, prowadził wykłady w  Instytucie Problemów Cywilizacji Współczesnej pt. Filmowe portrety artystów – Lebenstein, Grotowski, Seweryn, Rybczyński na Politechnice Warszawskiej oraz wykłady i zajęcia w Wyższej Szkole Sztuki Filmowej i Nowych Mediów przy Akademii Sztuk Pięknych w Warszawie (do 2005) i na Uniwersytecie SWPS w Warszawie.
Redaktor naczelny kwartalnika „Konteksty”, członek Rady Naukowo-Redakcyjnej „Kwartalnika Filmowego”. Autor licznych publikacji z dziedziny antropologii kultury współczesnej. Członek Komitetu Nauk Etnologicznych PAN, Polskiego PEN-Clubu i Stowarzyszenia Autorów ZAiKS.

## Wybrane publikacje
- Portrety „Obcego”. Od stereotypu do symbolu, WUJ, Kraków 2000.
- Elementarz tożsamości. Antropologia współczesności – antropologia kontekstowa, Wydawnictwo Czarne i Instytut Sztuki PAN, Wołowiec 2016.

## Nagrody i wyróżnienia
- Nagroda Przewodniczącego Komitetu Kinematografii „Laterna Magica” za wybitne osiągnięcia w dziedzinie filmologii i animacji kultury filmowej (1991)[2]
- Brązowy Medal „Zasłużony Kulturze Gloria Artis” (2014)[4]
- Nagroda specjalna ZAiKS-u (2019)[5]
- Nagroda 100-lecia ZAiKS-u (2023)[5]